# Korytné
Korytné este o comună slovacă, aflată în districtul Levoča din regiunea Prešov, pe malul râului Branisko⁠(d). Localitatea se află la altitudinea de 509 m deasupra n.m., se întinde pe o suprafață de 4,38 km2 și în 2017 număra 91 de locuitori.

## Istoric
Localitatea Korytné este atestată documentar din 1297.

## Demografie
| An:                | 1994 | 2004 | 2014    | 2024   |
| ------------------ | ---- | ---- | ------- | ------ |
| Număr de persoane: | 0    | 112  | 92      | 98     |
| Diferență:         |      | –    | −17,85% | +6,52% |

| An:                | 2023 | 2024   |
| ------------------ | ---- | ------ |
| Număr de persoane: | 103  | 98     |
| Diferență:         |      | −4,85% |